# Джефф Марш
Джефф «Свомпі» Марш (англ. Jeff «Swampy» Marsh; нар. 9 грудня 1960 року, Санта-Моніка, Каліфорнія, США) — американський аніматор, письменник, режисер, продюсер і голос персонажів; пов'язаний з декількома анімованими телевізійними серіалами, в першу чергу в якості виконавчого продюсера, і озвучив майора Монограмма для мультиплікаційного серіалу Disney «Фінеас і Ферб», який він створив спільно з Деном Повенмаєром. Марш народився в Санта-Моніці, Каліфорнія, в складній сім'ї. Марш був і залишається рушійною силою декількох анімаційних проектів; створив понад шість сезонів в мультиплікаційному серіалі «Сімпсони». Марш продовжував працювати і над іншими анімаційними телесеріалами, у тому числі «Король Хілла» і «Сучасне життя Рокко», перш ніж переїхати в Англію в 1996 році.
В Англії Марш працював над кількома анімаційними програмами, серед них «Листоноша Пет» і «Bounty Hamster», і працював в BKN New Media Ltd. для створення декількох художніх фільмів. Після шести років перебування в Англії його давній партнер Ден Повенмаєр звернувся до нього для співпраці над «Фінесос і Фербом» в 2007 році, оскільки вони вже працювали разом над одним проектом, Марш погодився і незабаром повернувся в Сполучені Штати. Мультсеріал був двічі номінований на премію «Еммі» за складені пісні. З 2015 року Марш і Повенмаєр працювали над новим пректом для Діснея під назвою «Закон Майло Мерфі», прем'єра якого відбулася 3 жовтня 2016 року.

## Ранній період життя
Джефф народився 9 грудня 1960 року в Санта-Моніці, штат Каліфорнія. Був вихований у великій родині, в яку входив його вітчим Білл .
Марш активно проводив свої літні канікули, виходив на вулицю, копав траншеї і тунелі, будував дерев'яні будинки і форти. Він і його сім'я були захоплені деякою музичною діяльністю, пов'язаною з музичним гуртом, що відносився до Ліса Брауна, дідуся Марша. Тому в будинку були різні музичні інструменти, і протягом багатьох років Марш навчився грати на банджо, тромбоні, трубі та гітарі. Як згадує Марш, він «співав в підроблені мікрофони і створював повні рок-групи з [його] друзями і сім'єю».
Як в середній школі, так і в коледжі, Марш займався архітектурним кресленням, а також брав участь в декількох театральних постановках, кожна з яких допомагала йому зрозуміти етапи їх створення.

## Кар'єра

### Рання кар'єра
Будучи дорослим, Марш став віце-президентом з продажів і маркетингу комп'ютерної компанії. Одного разу він «злякався» і вирішив піти. Його друг допоміг йому зібрати портфель і піти в анімаційний бізнес.
 Врешті-решт він опинився в анімаційному серіалі «Сімпсони» в якості макетного художника в 1990 році. Марш працював над серіями більш шести сезонів і трьох епізодів, які він допоміг продюсувати.  Для цього він використовував кілька книг про мистецтво, архітектуру і художнє оформлення, які він зберігав у своїй домашній бібліотеці.
Його стіл в кабінеті був навпроти іншого макетного художника Дена Повенмаєра; вони мали спільні смаки в гуморі і музиці, тож швидко здружилися.
До 1993 року Марш працював письменником і режисером в мультсеріалі «Сучасне життя Рокко» протягом чотирьох сезонів. Якось Джефф знову виявив, що працює разом з Повенмаєром, на цей раз в ролі партнера з написання сценарію. Пара розвинула свій стиль, в тому числі в своїх історіях - характерні музичні номери і сцени переслідування.
Разом вони виграли нагороду за досягнення в галузі навколишнього середовища за епізод 1996 року в "Рокко", який вони написали.

У 1996 році Повенмаєр і Марш задумали створити мультсеріал «Фінеас і Ферб»,заснований на їхньому досвіді дитинства, проведеного влітку. Повенмаєр зробив кілька невдалих кроків, щоб здійснити це.  У 1997 році Марш був найнятий як один з перших виконавців анімаційної серії Fox Network King of the Hill, який виступав художником і дизайнером розкадровки.
Марш також брав участь в аніме Yo-Kai Watch в англійському відкритті «Yo-Kai Watch feat. Swampy Marsh» з Денні Джейкобом. 

### Переїзд в Англію
Після роботи над "Рокко" в 1996 році Марш перебрався в Лондон, Англію, яку він вважав «абсолютно фантастичною».
 Марш провів шість років в місті,
працював над кількома анімаційними телевізійними постановками, які включали «Листоношу Пета» і «Bounty Hamster»,
 поряд з іншими проектами, випущеними великими компаніями BBC, ITV і Carlton TV. Він також виступав в ролі великого спонсора і продюсера кількох британських художніх фільмів, які створювалися в компанії BKN New Media Ltd. 
Близько 2005 року Повенмаєр зв'язався з Маршем, повідомивши його, що компанія Walt Disney проявила інтерес до виробництва мультсеріалу «Фінеас і Ферб», але хоче побачити одиннадцятихвилинний пілот.  Марш вилетів в Лос-Анджелес на два дні, де він розробив сюжетну схему для епізоду «Американські гірки», а Повенмаєр відправився до Франції, він малював розкадровки та розповідав, як все це буде. Зібравшись разом, вони вирушили до Англії, де торкнулися діалогів і перевірили, щоб переконатися, що вони вийшли, як це планувалося. 

### Фінеас і Ферб
Марш повернувся до Сполучених Штатів, де Disney прийняв пілотний епізод і замовив повний сезон на 26 епізодів.  Пара як і раніше потребувала того, щоб переконати зарубіжних менеджерів Disney, щоб пілотна серія теж була випущена, тому замість звичайного сценарію вони записали розкадровки для «Американських гірок». Потім Повенмаєр провів час, озвучуючи своїм голосом кожного персонажа, поряд зі звуковими ефектами. Коли запис був відправленний керівникам, вони погодилися, і серія була офіційно випущена на Disney Channel . Офіційно почалося мовлення 1 лютого 2008 року, а назва мультфільму так і лишилася «Phineas and Ferb» (Фінеас і Ферб).
Марш і Повенмаєр хотіли включити в шоу той гумор, який вони розробили в роботі над «Сучасним життям Рокко». Вони включали послідовність дій і, з заохоченням Disney, показували музичні номери в кожному епізоді після «Фабрики Зірок».  Повенмаєр описав ці пісні як його «удар по безсмерттю» Марша, але пара заробила дві номінації на «Еммі» для пісень Фінеаса і Ферба.↵Третя номінація «Еммі» за епізод «Монстр Фінеаса і Фербенштейна» (2008),який виступив проти «Губка Боб Квадратні Штани», хоча жоден кандидат не отримав нагороду в зв'язку з неспецифічною технікою.
Крім того, що Марш є виконавчим продюсером і співавтором, він ще озвучує персонажа майора Френсіса Монограмма.

## Особисте життя
В даний час Марш живе в місті Венеція, Каліфорнія, де він часто займається серфінгом. У нього двоє дітей, які народили йому чотирьох онуків. 